# María del Pilar Izquierdo Albero
María Pilar Izquierdo Albero (Saragossa, 27 de juliol de 1906 - Sant Sebastià, 27 d'agost de 1945) fou una religiosa aragonesa, fundadora de la congregació de l'Obra Missionera de Jesús i Maria. És venerada com a beata per l'Església catòlica.

## Biografia
Tercera de cinc germans, nasqué a Saragossa en 1906. De família humil i pietosa, ja de jove manifestà la seva inclinació a la vida religiosa i el sacrifici. No anà a escola ni aprengué a llegir ni escriure: ella mateixa s'anomenava «una tontica». Entre els dotze i catorze anys va estar malalta a Alfamén (Saragossa), i després començà a treballar en una fàbrica de calçat. El 1926, mentre tornava del treball, caigué del tramvia i es fracturà la pelvis; arran d'això, el 1929 va quedar paraplègica i cega, passant dotze anys en diversos hospitals de Saragossa.
Vivia a la mateixa ciutat, al carrer de Cerdán, 24, on era visitada per amics i coneguts que admiraven la seva enteresa i els seus consells espirituals. Especialment durant la Guerra civil espanyola, la seva casa esdevingué un refugi per als cristians perseguits. En 1936, Pilar comença a parlar de l'Obra de Jesús, que volia que els seus membres imitessin la vida activa de Crist a la terra, lliurant-se a les obres de misericòrdia. El 8 de desembre de 1939, guarí sobtadament de la paràlisi, guarició que atribuí a un miracle de la Mare de Déu. Poc després, també recuperà la visió i desaparegueren els mals que tenia.
Immediatament, va iniciar la fundació de l'Obra de Jesús. Amb altres joves marxà a Madrid on ja havia estat aprovat el projecte de fundació, amb el nom de Missioneres de Jesús i Maria. Se li prohibí, però, exercir l'apostolat i predicar. El 1942, el bisbe de Madrid va erigir l'Obra com a Pia Unió de Missioneres de Jesús, Maria i Josep.
Dos anys després, va tornar a caure malalta. A més, algunes persones desacreditaren la seva Pia Unió, malgrat el treball que ja havia fet amb nens, ancians i necessitats. Pilar, arran de tot plegat, va retirar-se de la seva fundació el novembre de 1944, amb nou de les seves companyes. El dia 9 d'aquest mes va viatjar a Sant Sebastià: el cotxe va tenir un accident i Pilar s'hi fracturà una cama. Poc després va tenir un tumor maligne i en morí el 27 d'agost de 1945.
Les companyes, unides sota la direcció del confessor de Pilar, Daniel Díez García, anaren a Logronyo en 1947 i en maig de 1948 el bisbe Fidel García Martínez aprovà la Pia Unió amb el nom d'Obra Missionera de Jesús i Maria. En 1961 foren aprovades com a congregació religiosa, confirmades per la Santa Seu en 1981,
La fama de santedat de Pilar Izquierdo va fer que el bisbe de Calahorra, Santo Domingo de la Calzada i Logronyo, Francisco Álvarez Martínez, n'incoés la causa de beatificació en 1983. El 18 de desembre de 2000, Joan Pau II la declarà venerable i el 7 de juliol de 2001 s'aprovà el miracle atribuït a la seva intercessió; fou beatificada el 4 de novembre següent.